# Lamborghini Countach LPI 800-4
Ne doit pas être confondu avec Lamborghini Countach.
La Lamborghini Countach LPI 800-4 est une supercar produite par le constructeur automobile italien Lamborghini en 112 exemplaires à partir de 2021. Elle est le second modèle de la marque à prendre le nom de Countach après le premier modèle mythique produit entre 1974 et 1990.

## Présentation

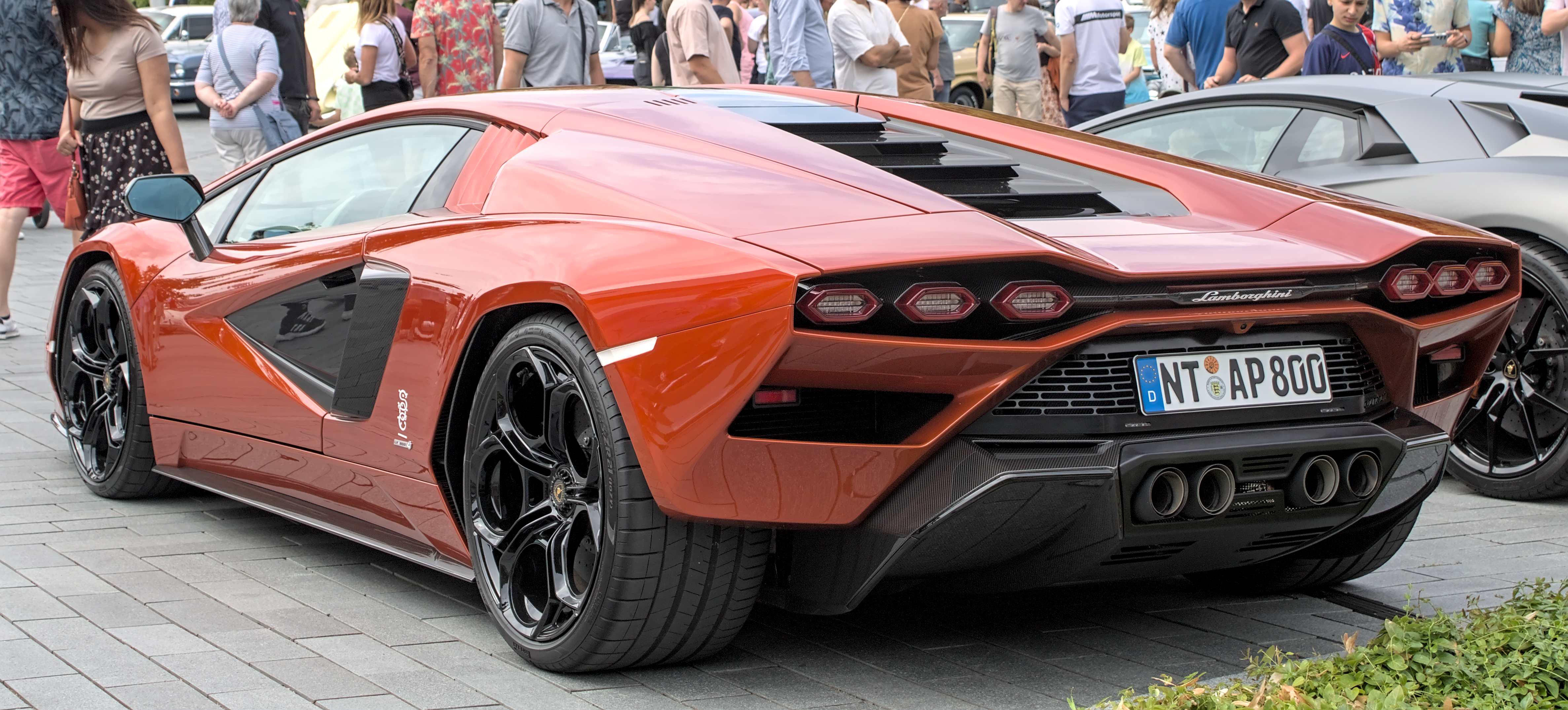
Vue arrière.

La Lamborghini Countach du 21e siècle, qui reprend le nom donné au célèbre modèle produit entre les années 1970 et 1990, est dévoilée le 13 août 2021 grâce à la diffusion en ligne de quelques données techniques et d'images puis présentée le 15 août 2021 au concours d'élégance de Pebble Beach en Californie dans une teinte « Bianco Siderale » comme la Countach LP 400 S de Ferruccio Lamborghini. La voiture a ensuite été dévoilée à la Monterey Car Week pour marquer le 50e anniversaire de la présentation de la Countach originale.
Elle est produite à 112 exemplaires, en référence au nom de code du prototype de développement LP 112 de la première Countach initié par Ferruccio Lamborghini en 1970. La mention « LPI 800-4 » contenue dans le nom fait référence à la puissance de la voiture, 800 ch, tandis que LPI signifie « Longitudinale Posteriore Ibrida » (« hybride arrière longitudinal » en français) en référence à la position du moteur et de son alimentation et le « 4 » se référant à la transmission intégrale.
Marcello Gandini, designer de la Countach originale déclare se désolidariser de cette réinterprétation qui ne correspond pas à la vision.

## Caractéristiques techniques

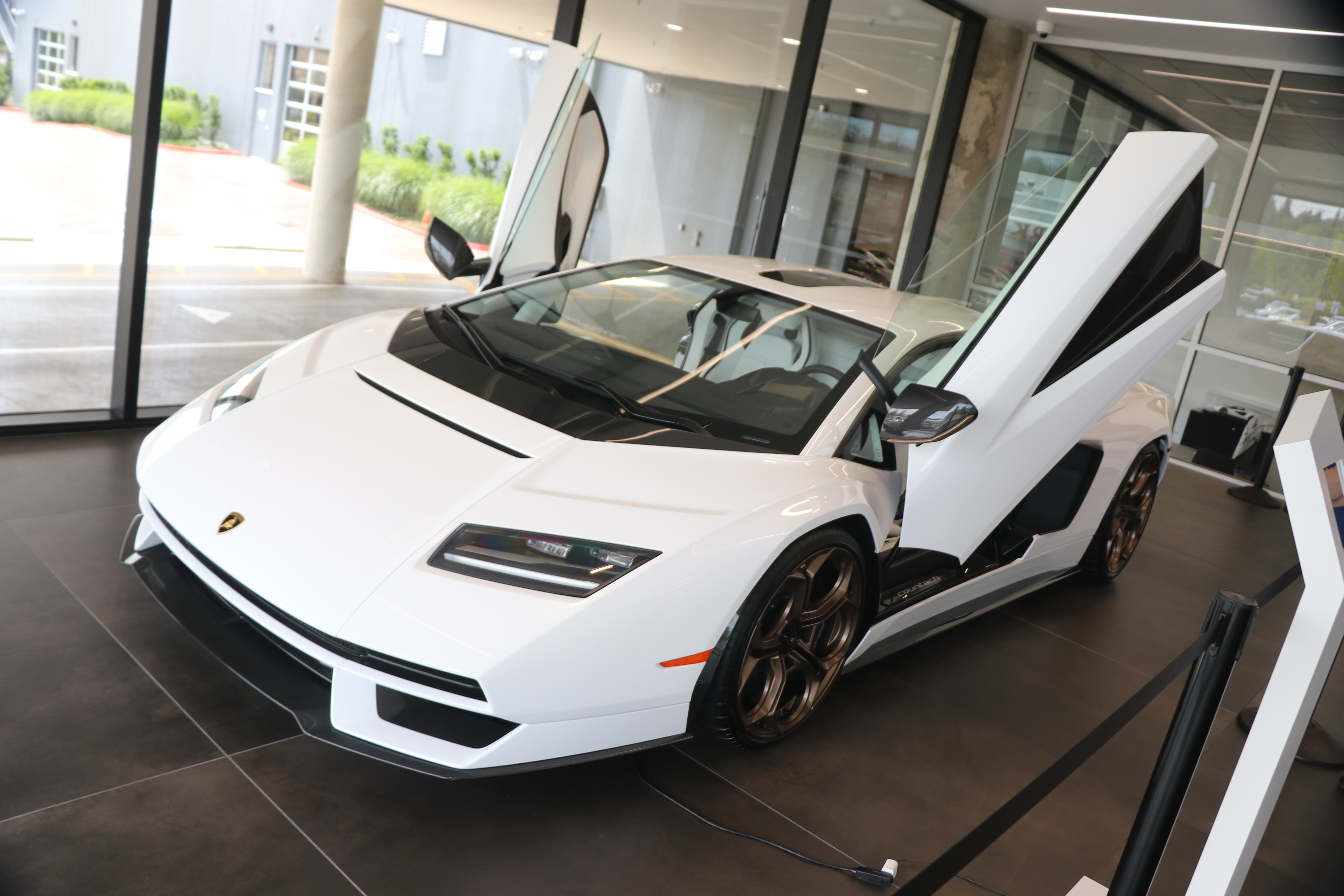
Lamborghini Countach LPI 800-4.

La Countach de 2021 repose sur le cadre monocoque en fibre de carbone de la Lamborghini Aventador, la Countach partage le moteur et la mécanique avec la Lamborghini Sián.
Les suspension active sont de type push-rod magnétorhéologique, et fonctionnent en combinaison avec le système de direction à 4 roues LDS (Lamborghini Dynamic Steering) avec axe de direction variable.
Les jantes, qui sont de 20" à l'avant et 21" à l'arrière, sont chaussées de pneus Pirelli P Zero Corsa avec des mesures de 255/30ZR à l'avant et 355/25ZR à l'arrière; les disques de frein sont en carbure de silicium.

### Motorisation
La Countach LPI 800-4 est dotée du V12 LP539 de 6,5 litres avec un angle de 60° et à aspiration centrale de l'Aventador SVJ poussé à 780 ch et associé à un moteur électrique de 34 ch et 38 N m de couple, pour une puissance cumulée de 814 ch. L'électromoteur est intégré à la transmission et peut entraîner seul les roues lors de manœuvres ou en marche arrière. Il est alimenté par un supercondensateur d'une densité de 2 400 W/kg fonctionnant sous une tension de 48 V. Le supercondensateur est trois fois plus puissant qu'une pile au lithium de même poids. Au total, l'ensemble électrique/hybride pèse 34 kg. Le système est alimenté par une récupération au freinage, qui envoie de l'énergie au supercondensateur pendant la décélération et le freinage. L'énergie stockée peut être utilisée au gré du conducteur jusqu'à une vitesse de 130 km/h. Le moteur électrique permet également une courbe d'accélération plus douce, fonctionnant pendant les changements de vitesse pour réduire les écarts de puissance. Le poids à sec de cette Countach est de 1 595 kg, avec une répartition des masses de 43/57 % entre les deux essieux, et un rapport poids/puissance de 1,95 kg/ch.
Le moteur électrique agit également comme une aide à la boîte de vitesses robotisée semi-automatique ISR (Independent Shifting Rods) de Lamborghini et Graziano Trasmissioni à 7 vitesses, la rendant plus tendre, plus douce et plus rapide lors du changement de vitesse. Le 0-100 km/h est parcouru en 2,8 secondes, et le 0-200 km/h en 8,6 secondes, tandis que la vitesse maximale est de 355 km/h,. Lamborghini déclare une distance de freinage de 100 à zéro km/h de 30 m.
|                            | Countach LPI 800-4                                             |
| Moteur                     | V12 MPI à 60° (L539)                                           |
| Alimentation               | Atmosphérique                                                  |
| Cylindrée (cm3)            | 6498                                                           |
| Puissance maximale ch (kW) | Thermique : 780 (573) Électrique : 34 (25) Cumulée : 814 (598) |
| au régime de (tr/min)      | 8500                                                           |
| Couple maximal (N m)       | Thermique : 700 Électrique : 35 Cumulée : 720                  |
| au régime de (tr/min)      | 8700                                                           |
| Boîte de vitesses          | Automatique ISR à 7 rapports                                   |
| Transmission               | Intégrale                                                      |
| Vitesse maximale (km/h)    | 355                                                            |
| 0-100 km/h (s)             | 2,8                                                            |
| Consommation (L/100 km)    |                                                                |
| Émissions de CO2 (g/km)    |                                                                |
| Capacité du réservoir (L)  |                                                                |
| Masse à vide (kg)          | 1595                                                           |
| Prix de vente              | 2,3 millions d'euros                                           |

## Conception
Tous les panneaux de carrosserie sont en fibre de carbone; De nombreux autres composants sont également fabriqués à partir du même matériau, tels que le séparateur avant, les rétroviseurs et les prises d'air du moteur. Le toit, quant à lui, est construit avec un matériau photochromique particulier, qui peut devenir transparent grâce à une commande activable par le conducteur.
La ligne en forme de coin typique des années 70-80 caractérise la Countach LPI 800-4 qui tire de son ancêtre homonyme une grande partie de son esthétique, bien qu'avec des changements, y compris les passages de roues, qui, sur la version LP-400S, étaient agrandies et en forme d'hexagone; sur cette Countach, en revanche, ils affleurent la carrosserie. Le design du capot avant, de la calandre et des phares sont de forme rectangulaire, comme sur la Countach d'origine. Comparé au panneau avant, l'arrière a été mis à jour avec des feux qui ont des lignes plus courbes mais également avec un motif hexagonal; Il y a aussi un grand extracteur aérodynamique avec quatre sorties d'échappement rondes intégrées. Sur les côtés, les deux prise d'air NACA qui caractérisaient la première Countach ont été redessinées et agrandies; derrière les fenêtres il y a des ouvertures à persiennes qui rappellent les prises d'air de la Countach LP500.